# Stjepan Svetoslavić
Stjepan (ca. 980 - Slavonië, 1030) was een zoon van de Kroatische koning Svetoslav Suronja, lid van Trpimirović-dynastie.
Zijn vader was een bondgenoot van de Republiek Venetië tijdens de Kroatische burgeroorlog en tijdens de Kroatisch-Bulgaarse oorlogen, maar ook tijdens de campagne van Pietro Orseolo II tegen Kroatië in het jaar 1000. Stjepan wou deze banden nog versterken. 
Na de staatsgreep in Venetië ging Svetoslav Suronja met zijn familie in ballingschap naar Hongarije, waar hij ook stierf.
Stjepan maakte gebruik van de anarchie en deed samen met de Hongaren een veroveringstocht in Kroatisch Slavonië. Hij werd de heerser van Slavonië. 
Hij was de vader van Demetrius Zvonimir van Kroatië.